# Geoff Travis
Geoff Travis född 2 februari 1952 är en brittisk skivbolagsdirektör som är känd för att ha grundat skivbolaget Rough Trade Records och skivaffärskedjan Rough Trade. Travis arbetade som dramalärare och ägde en skivaffär inriktad mot punkmusik innan han startade sitt skivbolag 1978.

## Biografi
Travis föddes 2 februari 1952 i Stoke Newington, London och växte upp i stadsdelen Finchley Han tillbringade sin skoltid på Dame Alice Owen's School och senare även Churchill College, Cambridge. Travis arbetade som dramalärare innan han öppnade upp den första butiken i det som skulle bli skivaffärskedjan Rough Trade på Kensington Park Road, Notting Hill, London den 23 februari 1976.  Han säger att han valde platsen för butiken på grund av dess närhet till Powis Square där en av hans favoritfilmer, Performance, gjordes. 
Travis startade upp skivbolaget Rough Trade Records 1978 och var också en nyckelperson i grundandet av the Cartel, ett nätverk för distribution av indiemusik. Rough Trade Records var ett viktigt independentskivbolag, men Travis hade också andra småbolag under större skivbolag exempelvis Blanco y Negro (under WEA) och Trade2 (under Island Records).
The Smiths var signade av Rough Trade Records och 1986, efter tre år på bolaget, var bandet osams över ekonomin. Det har gjorts gällande att låten "Frankly Mr. Shankly" från The Queen is Dead var en pik mot Travis.
Rough Trade Records avvecklades 1994 efter ett kortare partnerskap med One Little Indian Records men återupptogs av Travis 2001 med genombrottsartister som The Strokes och The Libertines.
Travis har hyllats för att ha varit den som "definierat det brittiska post-punksoundet" och han anses även av vissa vara den mest inflytelserika personen i Storbritannien när det kommer till indiemusik.